# Autoroute A9 (Pays-Bas)
Pour les articles homonymes, voir A9.
L'autoroute néerlandaise A9 (en néerlandais Rijksweg 9) est une autoroute des Pays-Bas qui relie Den Helder à Diemen, dans le nord-ouest du pays. Elle fut entièrement mise en service en 1996, après l'ouverture du Velsertunnel et du Wijkertunnel. L'autoroute croise l'A4 à Badhoevedorp en banlieue d'Amsterdam, l'A5 à Raasdorp, l'A200 à Rottepolderplein, l'A22 à Velsen et l'A22 à Beverwijk. À Alkmaar, l'A9 devient la N9 jusqu'à Den Helder.
L'autoroute doit être prolongée vers le sud-est pour être reliée d'ici à 2020 à l'A6, mais le tracé prévoit un passage sur la zone naturelle protégée de Naardermeer. Ce projet est aujourd'hui remis en cause malgré le soutien du gouvernement.

## Galerie

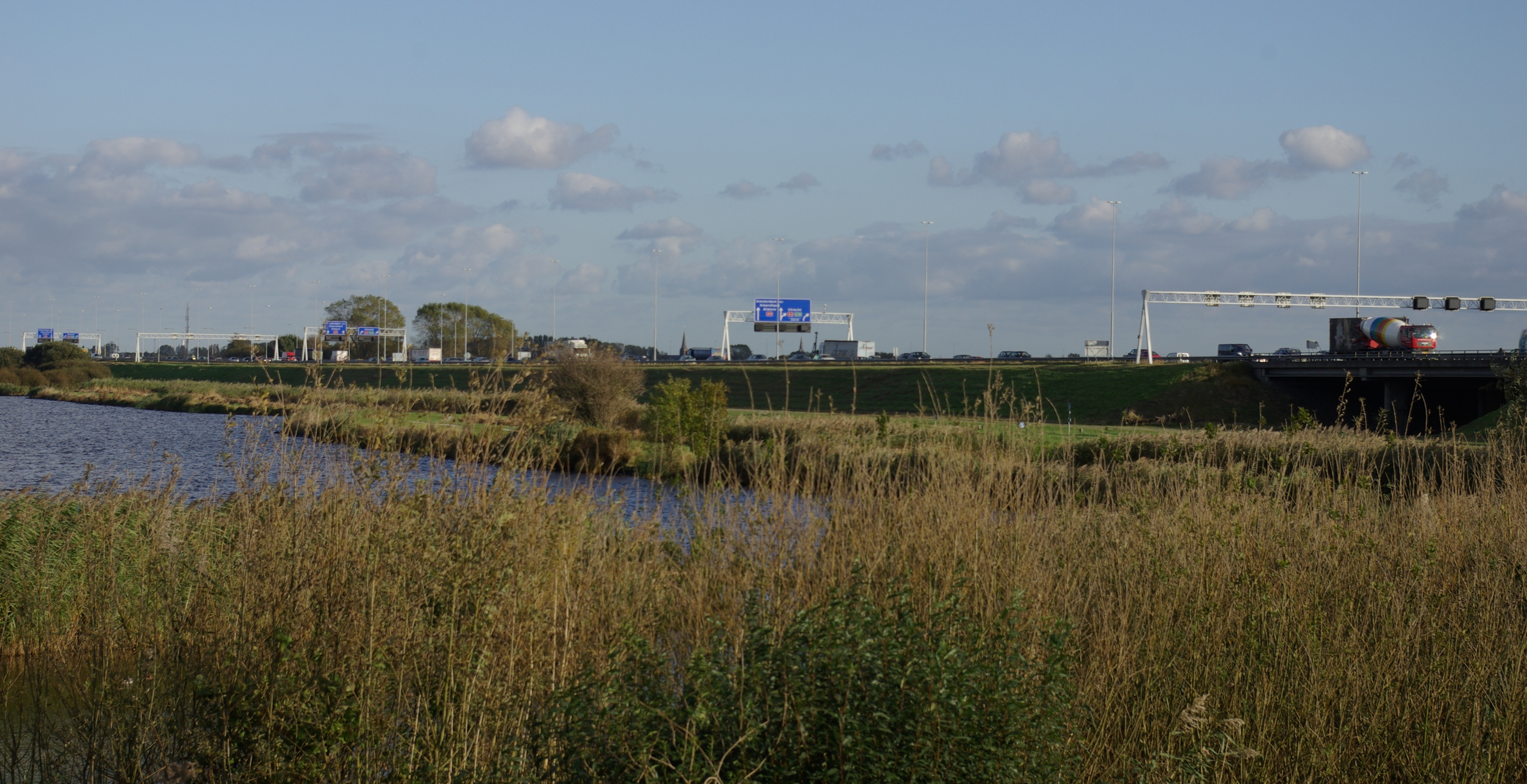
L'autoroute aux abords d'Ouderkerkerplas.
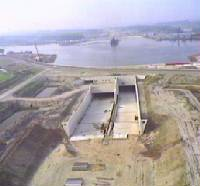
Le Wijkertunnel en construction sous le canal de la Mer du Nord.